# سيف الله باراشا
سيف الله باراشا هو مواطن باكستاني كان معتقلًا من قبل الولايات المتحدة في معتقل غوانتانامو في كوبا. ولد في 17 أغسطس عام 1947 في مونغوال في باكستان. تخرج في جامعة كراتشي، وحصل على شهادة البكالوريوس في الفيزياء، وذهب إلى معهد نيويورك للتكنولوجيا لدراسة وتحليل أنظمة الكمبيوتر. اُعتقل في غوانتانامو، وظل معتقلا قرابة 20 عامًا.
سيف الله لديه 4 أطفال: بنتان وولدان، ووفقا لتقارير صحفية واجهت عائلته مشاكل مالية بسبب اعتقاله. أُدين ابنه عُزير في عام 2005 بسبب تقديمه الدعم إلى تنظيم "القاعدة". سيف الله بحاجة إلى عملية جراحية في القلب. وفي 29 أكتوبر 2022 أعلنت السلطات الباكستانية إطلاق سراحه ووصوله إلى الأراضي الباكستانية، حيث أفرجت السلطات الأمريكية عنه باعتباره أكبر المعتقلين سنا، في مركز الاحتجاز في غوانتانامو، وأعادته إلى بلاده باكستان، بعد  قرابة 20 عاما من الاعتقال.

## وصلات خارجية
- لغز استمرار اعتقال سيف الله براشا في غوانتانامو، ويكيلكس.
- أسرة سيف الله براشا: من عام 1947 حتى الآن.